# Thất khiếu
Thất khiếu (nghĩa là bảy lỗ) hay Bảy vía (hoặc Bảy phách) là phần thể xác liên quan đến đàn ông trong tín ngưỡng và văn hóa Việt Nam. Văn hóa Việt Nam vốn truyền miệng nên thường có nhiều dị bản và gây khó hiểu. Sau đây là một số cách giải thích chi tiết hơn về thất khiếu.

## Các cách giải thích
- Sách của Đào Duy Anh (xem tham khảo), thiên thứ ba, chương VI "Tín ngưỡng và tế tự" ghi rằng:

Hồn là cái linh phụ vào phần khí của người, là phần khinh thanh, người ta chết thì bay lên không; còn phách là cái linh phụ vào phần hình của người, là phần trọng trọc, khi người ta chết thì tiêu xuống đất. Đàn ông có ba hồn phụ vào tam tiêu và bảy phách (vía) phụ vào thất khiếu, đàn bà thì có chín phách (vía) phụ vào cửu khiếu.
Và chú thích:
- Tam tiêu là miền miệng trên dạ dày là thượng tiêu, miền giữa dạ dày là trung tiêu, miền trên bàng quang là hạ tiêu.
- Thất khiếu là bảy cái lỗ trên mặt: hai mắt, hai tai, hai lỗ mũi, và miệng.
- Cửu khiếu là thất khiếu với hai khiếu: lỗ sinh thực khí và hậu môn

- Có quan niệm cho rằng con người ta, cả đàn ông và đàn bà, được coi là có chín cửa (cửu khiếu) để giao hòa với đại vũ trụ. Khi sống, cả chín khiếu đều đóng hay mở theo những thời điểm phù hợp để con người hòa hợp được với đại vũ trụ, nhưng khi chết thì cả chín khiếu phải đóng lại để hồn có thể thoát ra từ trên đỉnh đầu lên trời (trở về với đại vũ trụ hay siêu thoát), tức là giúp cho hồn không bị siêu tán (tản mạn, phân tán), nhằm sau này có thể đầu thai trở lại làm người. Đàn ông được coi là dương, có tính chất thăng (lên cao) nhiều hơn nên phần hồn có lẽ tập trung ở phía trên nhiều hơn so với đàn bà là âm có tính chất giáng (trầm lắng) nhiều hơn. Do vậy, theo quan niệm của người xưa, khi người ta chết, đối với nam chỉ cần đóng 7 khiếu trên để hồn có thể bốc lên. Bảy khiếu của đàn ông đều ở phần trên của cơ thể nên đôi khi gọi là thất khiếu dương, còn đối với nữ phải là cả chín khiếu, trong đó có 2 khiếu ở phía dưới (khiếu âm).